# إلدين أديلوفيتش
إلدين مواليد 8 فبراير 1986 في زينيتسا، جمهورية يوغوسلافيا الاشتراكية الاتحادية، هو لاعب كرة قدم بوسني يلعب كمهاجم مع نادي سامسون سبور التركي. مثّل منتخب البوسنة والهرسك لكرة القدم.

## المسيرة الاحترافية

### أندية لعب لها
- غيور تورنا أوزتالي
- نادي جيلييزنيتشار ساراييفو
- سامسون سبور
- شانلي أورفا سبور
- قيصري إيرسيسبور

## وصلات خارجية
- إلدين أديلوفيتش على موقع الاتحاد الأوربي (الإنجليزية)
- إلدين أديلوفيتش على موقع اتحاد تركيا (لاعب) (الإنجليزية)
- إلدين أديلوفيتش على موقع قاعدة بيانات كرة القدم.إي يو (الإنجليزية)
- إلدين أديلوفيتش على موقع ناشيونال فوتبول تيمز (الإنجليزية)
- إلدين أديلوفيتش على موقع Soccerway.com (الإنجليزية)
- إلدين أديلوفيتش على موقع عالم كرة القدم.نت (الإنجليزية)
- الشخصية في PrvaLiga (بالسلوفينية)